# Bitis (príncep)
|  | Per a altres significats, vegeu «Bitis (serp)». |

Bitis (en llatí Bithys, en grec antic Βίθυς) era un príncep dels odrisis de Tràcia. Era fill de Cotis III que va ser rei odrisi del 180 aC al 168 aC. El seu pare el va enviar com a ostatge a Perseu de Macedònia.
L'any 168 aC el regne de Macedònia va ser conquerit per Luci Emili Paul·le i Bitis va caure en mans dels romans i va ser portat a Roma on va adornar el triomf de Paul·le l'any 167 aC. Després del triomf, el va enviar en residència forçosa a Carseoli, fins que uns mesos després el seu pare, que va enviar una ambaixada per demanar el seu alliberament, el va rebre de nou. En parlen Titus Livi, Polibi i Joan Zonaràs. Un Biz apareix breument com a rei odrisi el 148 aC i segurament seria el mateix Bitis.